# Beijing Schmidt CCD Asteroid Program
Het BAO Schmidt CCD Asteroid Program of Beijing Schmidt CCD Asteroid Program was een project, georganiseerd in mei 1995 door het Beijing Astronomisch Observatorium en gefinancierd door de Chinese Academie van Wetenschappen. Het zoekprogramma had als doel om planetoïden en andere objecten in de ruimte te vinden, waaronder aardscheerders.

## Lijst van ontdekte opmerkelijke objecten
| Naam              | Voorlopige aanduiding | Datum van de ontdekking | Opmerkingen                                                                          |
| ----------------- | --------------------- | ----------------------- | ------------------------------------------------------------------------------------ |
| 7072 Beijingdaxue | 1996 CB8              | 3 februari 1996         | asteroïde vernoemd naar Beijing University                                           |
| 7800 Zhongkeyuan  | 1996 EW2              | 11 maart 1996           | asteroïde vernoemd naar de Chinese Academie van Wetenschappen                        |
| 13651             | 1997 BR               | 20 januari 1997         | eerste potentieel gevaarlijke planetoïde (PHA) ontdekt door SCAP                     |
| 29552 Chern       | 1998 CS2              | 15 februari 1998        | asteroïde vernoemd naar de Chinese wiskundige Chern Shiing-shen                      |
| 31065 Beishizhang | 1996 TZ13             | 10 oktober 1996         | asteroïde                                                                            |
|                   | 1998 CS1              | 9 februari 1998         | potentieel gevaarlijke planetoïde (PHA)                                              |
| Zhu-Balam         | C/1997 L1             | 3 juni 1997             | komeet vernoemd SCAP hoofd Jin Zhu en mede-ontdekker Dave Balam (Univ. van Victoria) |